# 赵华 (生物物理学家)
赵华（Wah Chiu，1947年—），男，生于香港，美国华人科学家，美国国家科学院院士，贝勒医学院生物物理学教授。

## 生平
早年毕业于香港培正中学，加州大学伯克利分校取得物理学学士。1975年获得伯克利加州大学生物物理学博士学位。之后在劳伦斯伯克利实验室做博士后。1986年入选古根海姆学者。1996年入选洪堡学者。